# Mini Cooper
Mini Cooper, stilizat ca MINI Cooper, vândut și ca Mini Hatch, Mini Hardtop, Mini One sau pur și simplu Mini, este o gamă de hatchback-uri și decapotabile în stil retro. Prima generație a fost lansată la începutul anului 2001 de către producătorul german de automobile BMW sub marca „Mini”. A doua generație a fost lansată în 2006, iar a treia generație, disponibilă și ca hatchback mai lung cu 4 uși, în 2014. Odată cu lansarea celei de-a patra generații în 2024, Mini Hatch a fost redenumit Mini Cooper.
O versiune decapotabilă cu două uși a fost disponibilă din 2004, urmată de a doua generație în 2008.

## Prima generație (R50/52/53; 2000)

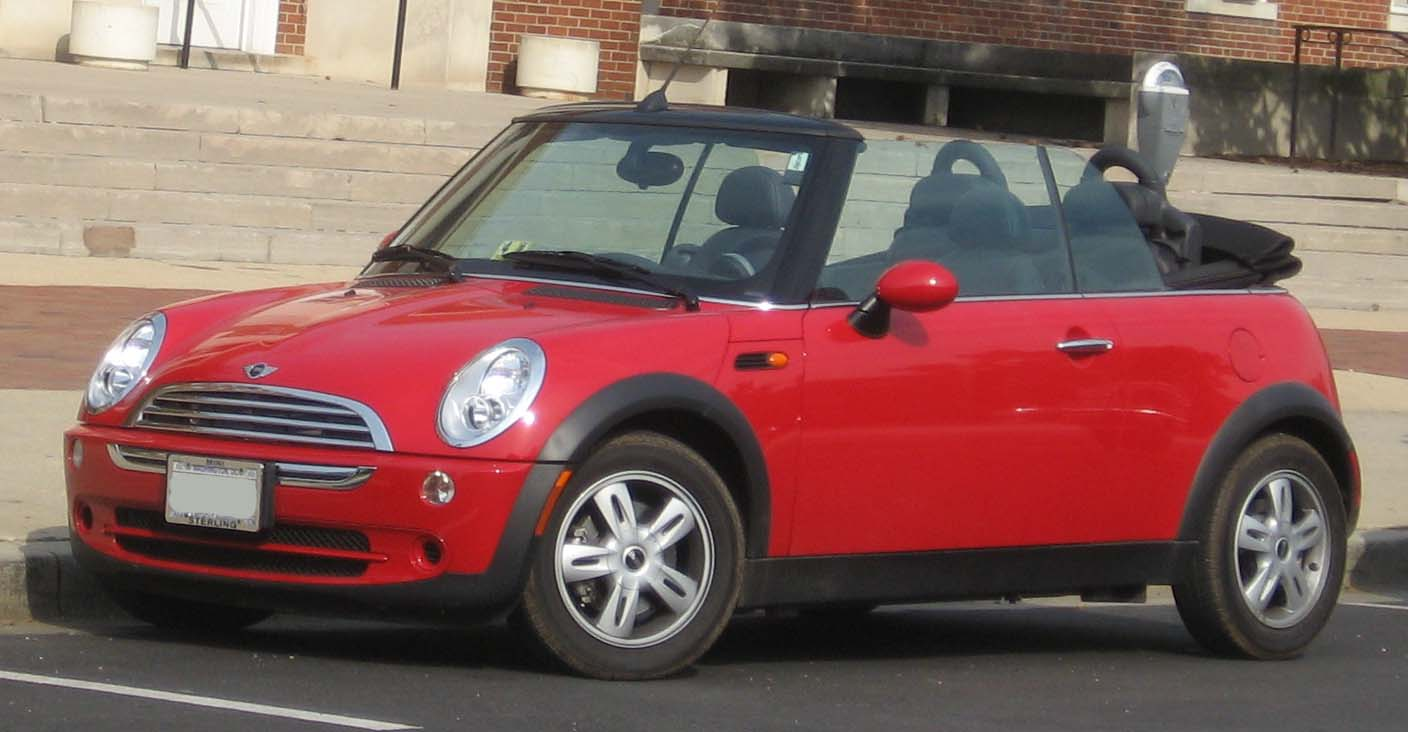
Mk I MINI Cooper convertible

În Grecia și Portugalia, MINI One este propulsată de o versiune de 1.4 litri ale motorului  Tritec, dar toate celelalte versiuni propulsate pe benzină ale MINI folosesc versiunea de 1.6 litri. Din 2004, opțiunea de acoperiș decapotabil a fost lansată pentru întreaga gamă.
Există numeroase moduri de stilizare și de individualizare între modele, una dintre cele mai evidente fiind aceea că Cooper S are o fantă distinctivă pe capotă. Cooper S are de asemenea și două țevi de eșapament care ies în spate, în centrul vehiculului. Versiunea (non-S) Cooper are mai multe părți cromate decât MINI One, având o singură țeavă de eșapament. Versiunea MINI One/D nu are o țeavă de eșapament vizibilă.
Pe anumite piețe, precum cea din Australia și Statele Unite, numai MINI Cooper și Cooper S sunt comercializate din cauza că motorul lui MINI One este considerat că nu furnizează suficientă putere pentru a porni aerul condiționat — o componentă necesară în aceste climate. Totuși, singura diferență între motoarele de pe modelele 'One' și 'Cooper' este economia de carburant, realizată prin intermediul modificării software-ului care rulează pe unitatea de comandă a motorului, care pentru MINI One este setat să optimizeze consumul de carburant, iar pentru  Cooper să facă un compromis între putere și economia de carburant. Aproape 50% dintre toate MINI-urile vândute în Australia și aproximativ 70% dintre cele vândute în Statele Unite sunt modelul de top (cel mai scump) de Cooper S.
Numele de Cooper și Cooper S sunt ecouri ale versiunilor sportive utilizate pentru Mini clasic, care provin la rândul lor din implicarea lui John Cooper și Cooper Car Company. Moștenirea Cooper este accentuată și prin sublinierea modelului de personalizare John Cooper Works (JCW) disponibil pentru MINI. John Cooper a creat și o versiune de curse intitulat MINI one s works. Această mașină are componente suplimentare care să o ajute la îmbunătățirea perfomanțelor precum eșapament de curse și filtru de aer, precum și o suspensie avansată. Mașina are și roți de 17-inch de curse, unicat.

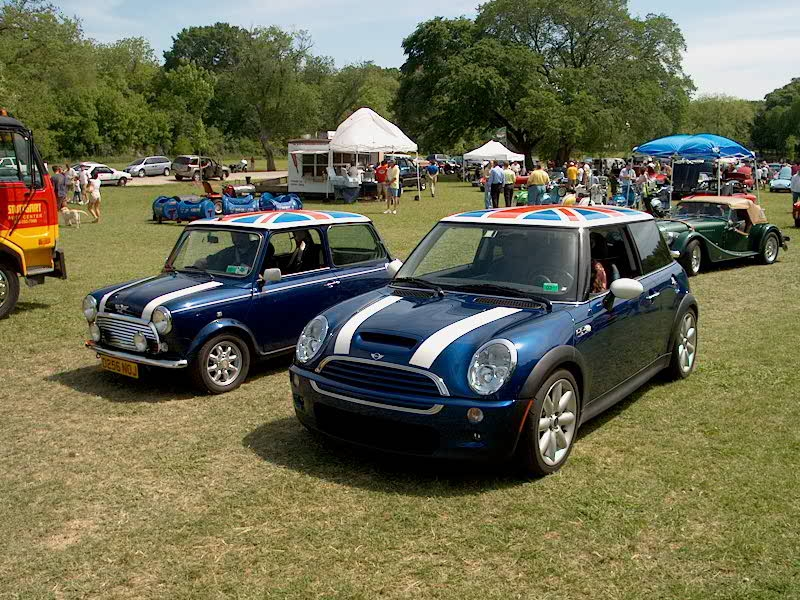
2003 MINI Cooper S și Mk III classic Mini.

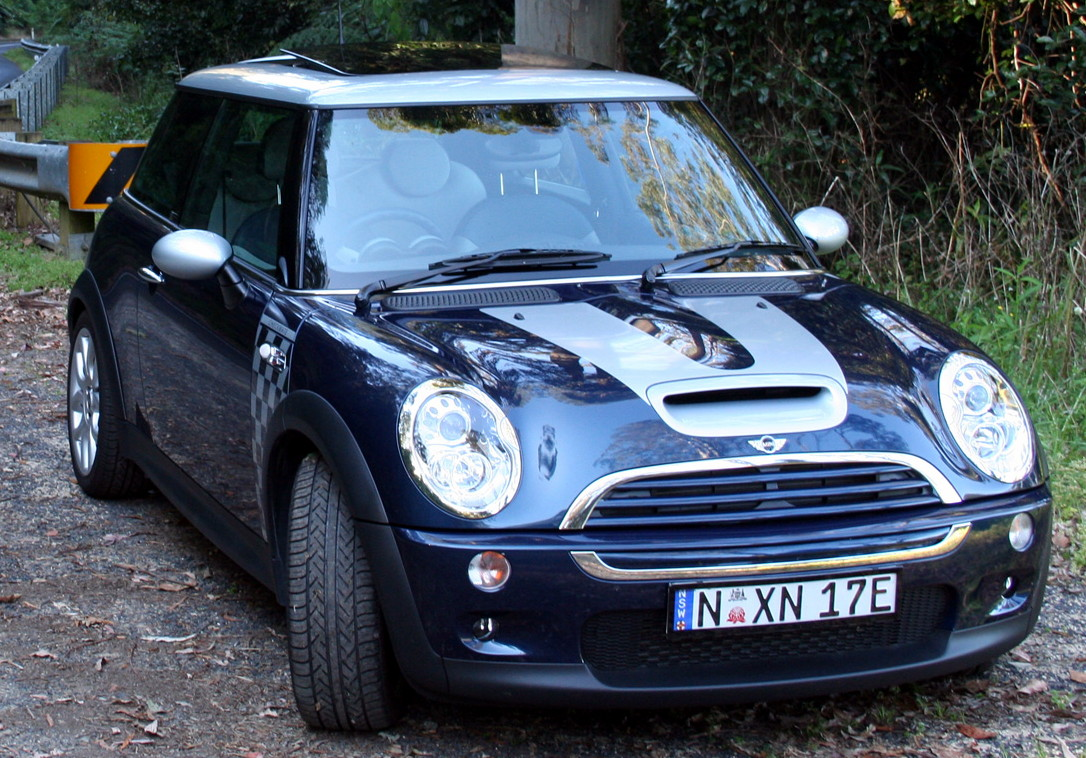
Un MINI Cooper S 2006 Checkmate.

Versiunea "Mk I" MINI One, Cooper și Cooper S folosesc un motor Tritec fabricat în  Brazilia, iar MINI One D folosește un motor diesel fabricat de Toyota. În august 2006, BMW a anunțat că în viitor motoarele vor fi fabricare în UK, ceea ce va duce din nou la o mașină de origine britanică în majoritate, asamblare finală făcându-se la Cowley iar presarea componentelor fiind făcute la filiala BMW din apropiere, la Swindon.
În timp ce MINI modernă nu folosește nimic din soluțiile tehnice folosite pe originalul Mini, reușește totuși să captureze foarte mult din spiritul mașinii clasice. Ca și originalul, utilizează un motor transversal cu patru cilindrii, și tracțiune pe față. Toate cele patru roți sunt dispuse pe colțurile caroseriei, care este alcătuită din două incinte. Stilizarea mașinii, asemenea lui Volkswagen New Beetle, este un design retro care se aseamănă în mod intenționat cu original Mini, cu culori contrastante ale acoperișului, cu linii opționale pe capotă, faruri de raliuri opționale, și cadru negru în jurul arcelor roților.
MINI One și MINI Cooper sunt disponibile cu o transmisie continuă variabilă, sau cu o cutie de viteze manuală convențională Getrag cu cinci viteze. Cooper S are o cutie manuală Getrag cu șase viteze (începând cu modelele din anul 2005) sau o cutie automată.
Ca sandard, MINI are 'drive by wire' adminsie electronică, distribuție electronică a frânării, controlul electronic al frânei la viraje și electronic stability control (standard sau opțional, în funcție de model și regiune) pentru a îmbunătății controlul și menevrabilitate în condiții neprielnice.
Adăugarea unui supra-alimentator pentru modelul Cooper S a dus la nevoia de muta bateria în spatele vehiculului, ceea ce a dus la eliminarea spațiului pentru roata de rezervă.  Din această cauză modelul vine cu opțiunea standard de folosire a roților sparte.

### Decapotabile

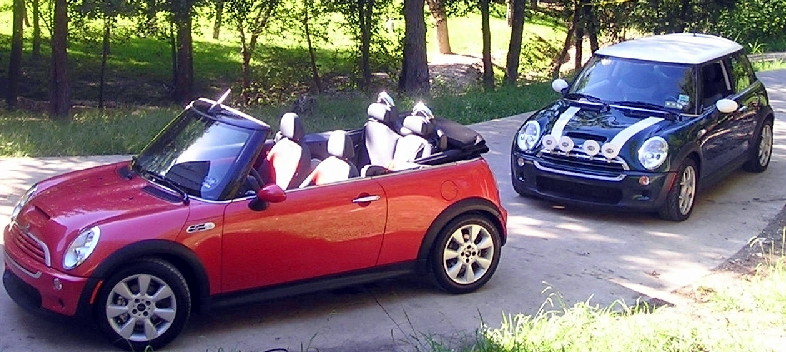
Un MINI Cooper S 2005 Decapotabil (Portocaliu/Negru) și un MINI Cooper S 2003 (British Racing Green/Alb)

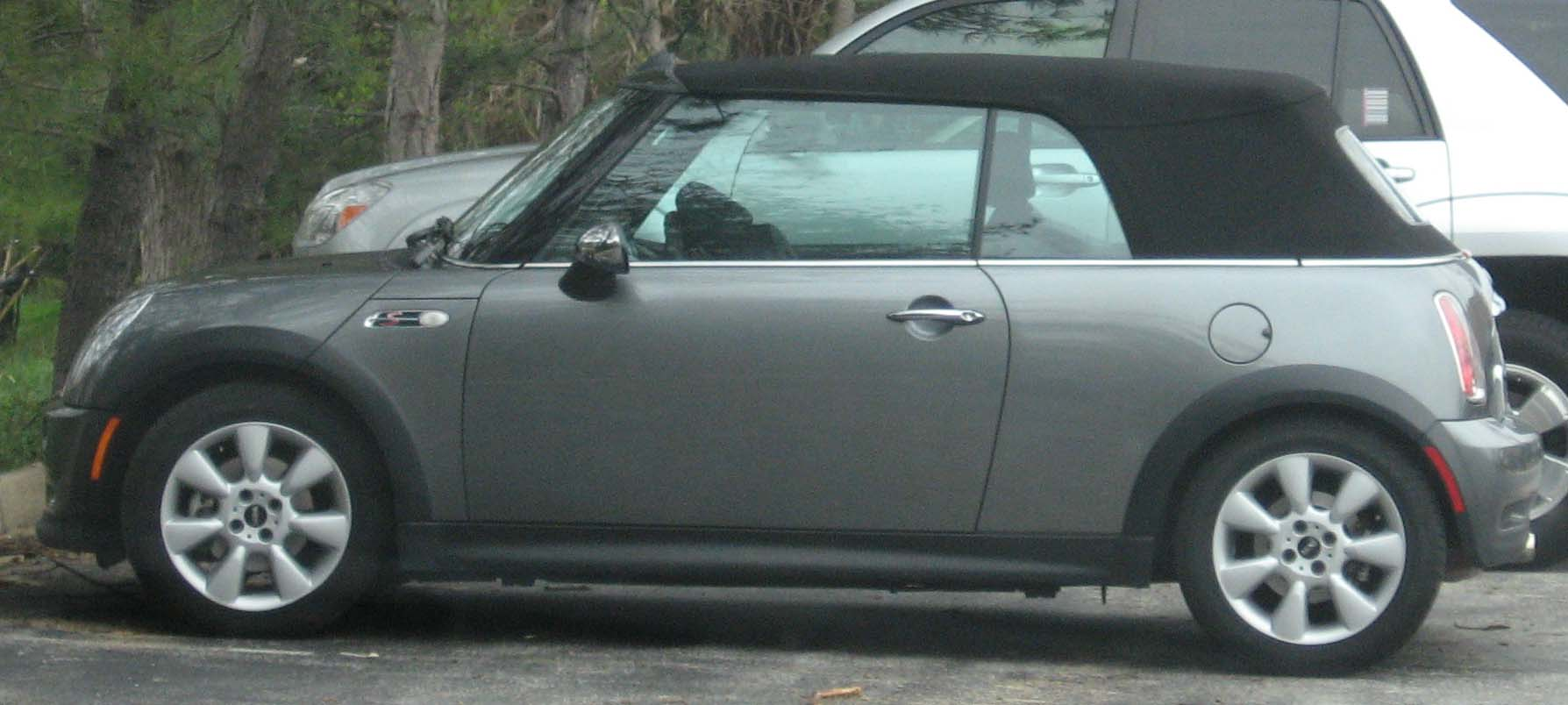
Mini Cooper S decapotabil, cu acoperișul ridicat

La salonul 'Salon International de l'Auto' (Geneva Motor Show) din 2004, MINI a prezentat versiunea cabriolet (decapotabilă) care a fost pusă în vânzare în anul 2005, pentru versiunile One, Cooper și Cooper S.
Acoperișul este în totalitate automat - un lucru neobișnuit la o asemene mașină mică - și poate fi deschis parțial pentru a se folosi ca parasolar în timp ce mașina rulează cu viteză. Modelul decapotabil întrevedea MINI cu acoperiș solid prins doar în spate - înlocuind designul reminiscent de la Mini clasic și care incorporează mânerele externe proeminente. Decapotabila aduce și două mici ferestre electrice pentru pasagerii din spate, care sunt retractate automat când acoperișul este deschis. Acoperișul este făcut dintr-un material textil cu mai multe straturi de izolație; fereastra din spate este din sticlă și are dezaburire, dar nu are ștergător.
Ca glumă, cumpărătorilor de MINI decapotabile le-a fost cerut să semneze un 'contract' prin care promit să conducă mașina cu acoperișul deschis cel puțin 90% din timp. MINI a făcut și o linie fierbinte (în  Statele Unite: 1-888-DO NOT CLOSE) unde oricine poate să sune pentru a raporta pe proprietarii de decapotabile care merg cu acoperișul închis. Sistemul automat îți prezintă cum poți să joci o festă celui care încalcă contractul.
La North American International Auto Show din 2007, MINI a prezentat o ediție limitată de Mini Cooper S Sidewalk decapotabilă. Caracteristicile tehnice sunt o viteză maximă de 215k, un timp de accelerație de la 0–100 km/h de numai 7.9 secunde, și un cuplu de 220 N·m.

### Works GP MINI
Ultima versiune cu motor Tritec este MINI Cooper S cu John Cooper Works GP Kit, o versiune ușoară, pregătită pentru curse. Finisată manual de către Bertone în Italia, a fost produsă într-o serie limitată de 2000 de autoturisme, dintre care 444 destinate pieței din Marea Britanie (deși până la urmă  au fost vândute 459 de unități). Versiunea GP are numai scaunele din față, mai puține izolații fonice, aer condiționat opțional și alte îmbunătățiri menite să reducă greutatea mașinii, cu o economie de aproximativ 40 kg față de un Cooper S. În plus, mașina are un sistem avansat de frânare și suspensii, precum și 218 cai putere proveniți de la pachetul de modificare a motorului John Cooper Works. În locul scaunelor din spate există mai mult loc pentru pasagerii din față, și spații de depozitare sub acoperiș. Sunt mai multe puncte de unice de individualizare a acestui model precum oglinzi roșii, spoiler de fibră de carbon, jante din aliaj ușor cu patru spițe, o emblemă unică. Disponibilă numai într-o singură schemă cromatică, Thunder Blue cu acoperiș Pure Silver, fiecare mașină este individualizată printr-un număr și au o plăcuță pe bord și acoperiș. Ultima dintre MINI-urile supra-alimentate este un model limitat original, și este de așteptat ca MINI Cooper S cu John Cooper Works GP Kit să devină o piesă de colecție.

## A doua generație (R56/57; 2006)
MINI a prezentat nou versiune a mașinii pentru anul 2007, bazată pe o platformă nouă, cu schimbări de aspect și funcționalitate. Arhitectura este folosită în comun cu PSA Peugeot Citroën, iar scopul este acela de a fi mai flexibil. Proiectarea tehnică a fost făcută în Marea Britanie de către MINI/BMW Group UK Engineering.
Așa numita 'Mk II MINI' (cu referiri la denumirea Mini-ului clasic) a fost prezentată în noiembrie 2006 în versiunile Cooper și Cooper S, iar gama s-a completat spre finalul lui 2007 prin adăugarea lui Mk II MINI One.  Este disponibilă și în versiunea de motorizare diesel pentru modelul Cooper din încă din aprilie 2007, sub titulatura Cooper D.  MINI decapotabilă încă mai folosește platforma Mk I din 2006. 
Deși Mk II are un aspect cu care suntem obișnuiți, fiecare cadran a noii mașini a fost schimbat față de modelul anterior. Noile cerințe de securitate au dus la creșterea lungimii cu 60 mm, ridicarea anteriorului mașinii și înglobarea luminilor de semnalizare în proiectoare. Proiectoarele sunt acum fixe pe partea din față a mașinii, astfel încât acum nu se mai ridică odată cu ridicarea capotei. Mașina are o grilă restilizată și stopuri mai mari pe spate. Cooper S are încă scobitura în capotă, deși odată cu schimbarea locului unde este plasat intercooler-ul ea nu are decât un aspect estetic. În plus, Cooper S nu mai are bateria localizată sub planșeul capotei, ci într-un loc mai convențional. Stâlpii C nu mai sunt încastrați în sticlă și au o formă care să ducă la îmbunătățirea aerodinamicii și pentru a reduce tendința de acumulare a mizeriei în partea din spate a mașinii. Mult criticata problemă cu locul pentru pasagerii din spate a fost ameliorată prin decuparea unor adâncituri în scaunele din spate. Un buton de pornire a motorului înlocuiește cheia de contact, iar prin pachetul opțional 'convenience package', mașina se deschide singură în mod automat când cheia este suficient de aproape de mașină.
Modelele Cooper și Cooper S au noi models offer a new rear axle și componente din aluminiu pentru reducerea greutății mașinii, iar versiunea Sport are arcuri și amortizoare mai rigide și bare anti-roliu. O altă deosebire importantă este includerea unui nou sistem de servo-direcție electric mai performant, a cărui finețe se poate modifica prin apăsarea butonului Sport din fața schimbătorului de viteze (la ambele verisuni - auto și manuală), care modifică și răspunsul accelerației. Dacă transmisia este automată apăsarea butonului Sport duce la schimbarea vitezelor numai când accelerometrul ajunge foarte aproape de zona roșie.
La capitolul motorizări, motorul Tritec a fost înlocuit la modelul Cooper cu un motor de 120 de cai putere de 1.6 litri cu numele Prince, fabricat în colaborare cu Peugeot, care are un timp variabil indefinit pentru valve. Testele au dus la un tip de 9.1 secunde pentru a ajunge de la 0 la 100 de km/h, cu o viteză maximă de 201 km/h. Consumul este 4.82 l/100 km. Mai puternicul Cooper S, având 175 de cai putere înlocuiește supra-alimentarea cu turbo-compresia, pentru a avea un consum de combustibil mai mic, și va avea în viitor și injecție directă. Prin urmare, acest motor nu mai are Valvetronic. Acest motor are în continuare funcția de "overboost" care ridica pentru moment cuplul cu 20 N·m, la accelerații puternice. Prin urmare, timpul de la 0 la 100 este de 7.1 secunde, iar viteza maxima este de 225 km/h. Are cam aceleași îmbunătățiri la consumul de carburant ca și Cooper, ajungând al un consum mixt de 5.75 l/100 km. Ambele modele au transmise manuală cu șase trepte sau transmisie automată. Motorul cu turbo-compresie este același ca cel de pe modelul Peugeot 207 GTi/RC.
Din 2008, toate modelele MINI vor fi echipate cu tehnologia BMW Efficient Dynamics. Aceasta include modalitatea de a opri complet motorul când mașina nu se află în mișcare. Când pedala de accelerație este apăsată, motorul este pornit automat electricitatea produsă în timpul frânării. Cooper D model ajunge la un consum de 3,17 l/100 km și are o emisie de 104 g de carbon pe kilometru. Este posibilă și apariția unui model MINI One D, cu un consum și mai mic și emisii de dioxid de carbon și mai scăzute decât Cooper D, care are cam aceleași caracteristici cu  Toyota Prius la consumul de carburant și la emisiile de carbon. Efficient Dynamics este standard pe toate modelele MINI.
Toate modelele Mk II with au opțional DSC (Dynamic Stability Control) care include asistență la pante, o tehnologie care împiedică mașina să se aplece spre spate pe un drum înclinat, prin menținerea frânei pentru încă două secunde după ce șoferul nu mai apasă pedala, ceea ce îi permite să apese accelerația. 
Interiorul lui Mk II se aseamănă cu cel al modelului anterior, dar este complet reproiectat. Are un portbagaj mai mare cu 10 litri. Alte schimbări, atât vizibile cât și mai discrete au dus la scor de  5 stele la testele EURONCAP.
Mk II MINI este produs în triunghiul de producție MINI - fabrica Swindon (componentele de caroserie), fabrica Hams Hall (motor) și fabrica Oxford, unde are loc asamblarea finală.

## A treia generație (F55/56/57; 2013)
A fost lansată în 2014 la Salonul Auto de la Geneva.